# Charlton House

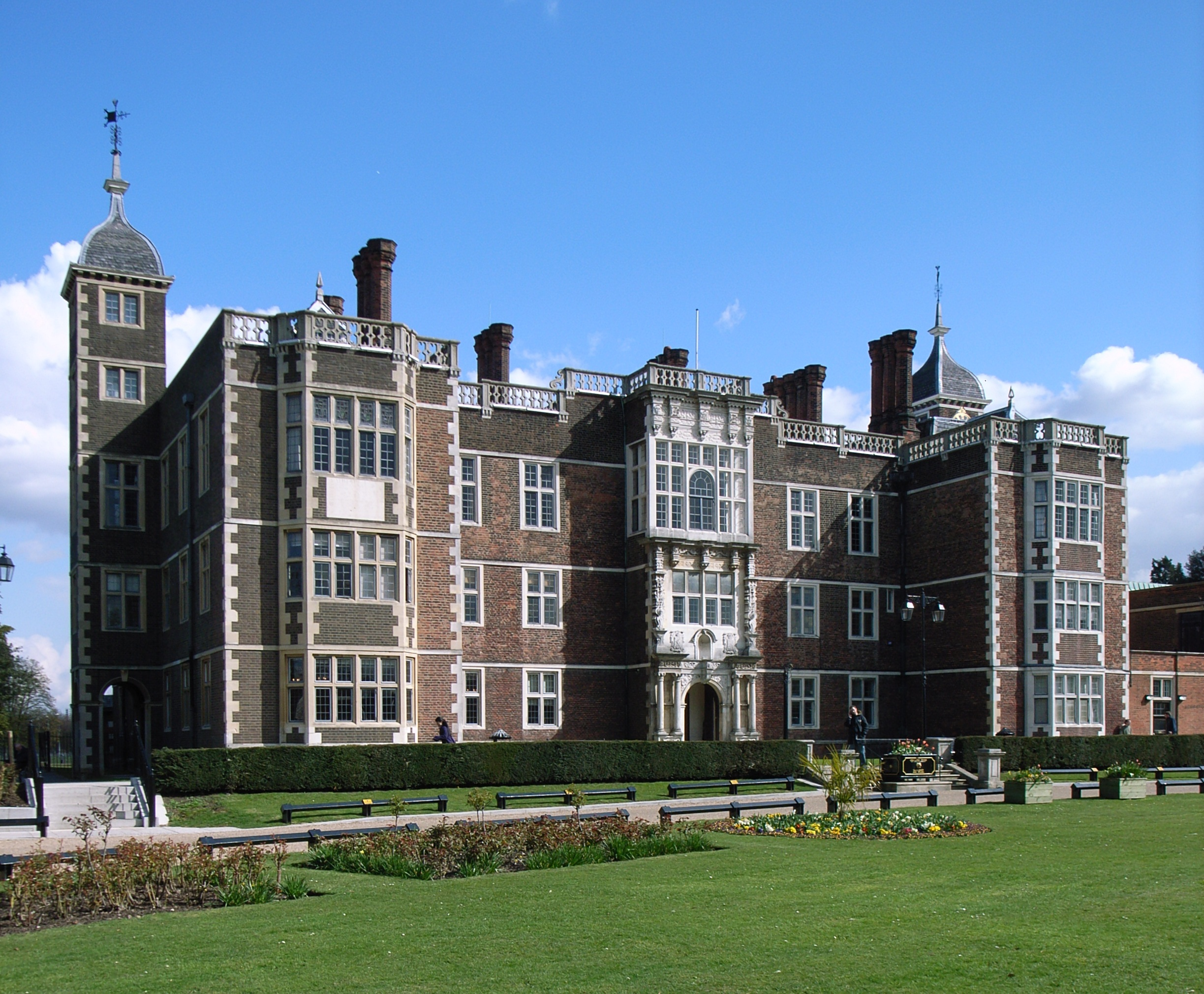
Charlton House, Londres

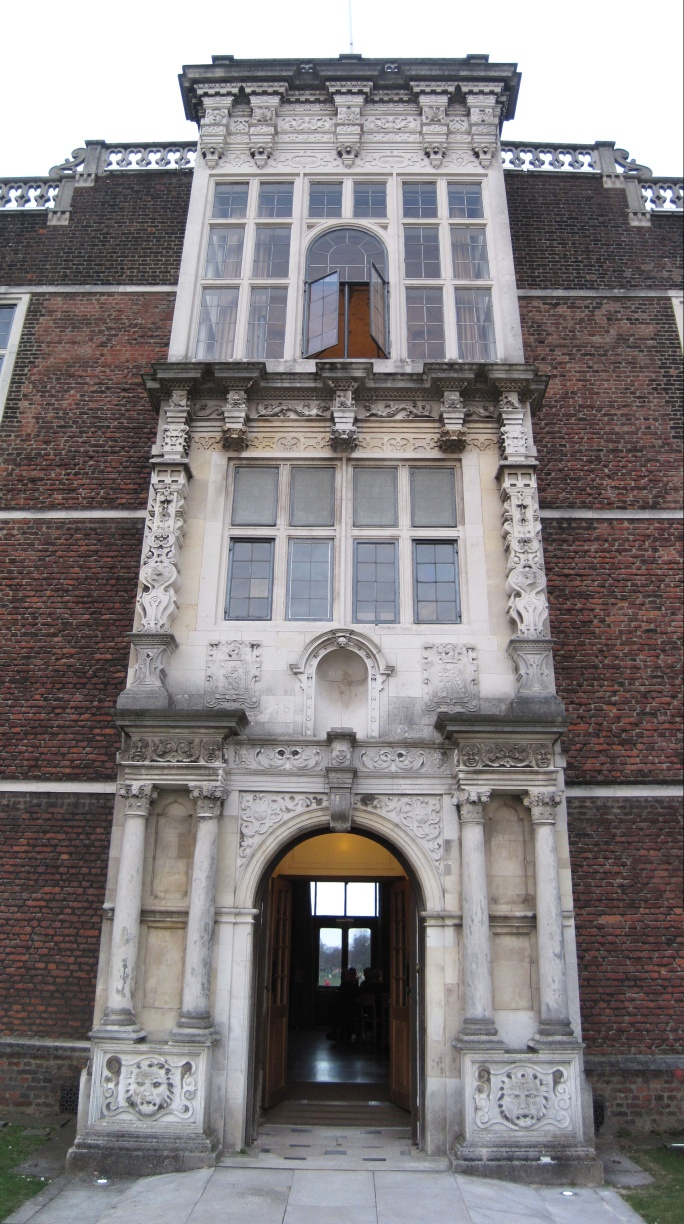
L'entrée

Charlton House est un bâtiment jacobin situé à Charlton, dans le Royal Borough of Greenwich, au sud-est de Londres. À l'origine, c'est une résidence pour un noble associé à la famille royale Stuart. Plus tard, il sert d'hôpital de guerre, puis de musée et de bibliothèque, et est maintenant un centre communautaire. 

## Histoire
La maison est construite en 1607–12 en brique rouge avec un habillage en pierre et a une disposition en plan «H». L'intérieur présente des escaliers contemporains, des pièces lambrissées, des plafonds ornementaux et des pièces avec cheminées. 
Elle est construite par la couronne pour abriter Sir Adam Newton et sa charge royale. Il est alors doyen de Durham et tuteur du prince Henry, fils de Jacques Ier, et frère aîné du futur Charles Ier. Greenwich Palace, où leur mère vit la plupart du temps, est à proximité. Mais le prince meurt presque aussitôt la maison terminée, en 1612. Newton devient receveur général, vend son poste de doyen et en 1620 devient baronnet. 
La maison de jardin, ou orangerie, qui est convertie en jardin public, est attribuée de manière optimiste à Inigo Jones, qui n'est pas autrement relié à la maison. Derrière l'orangerie se trouve un mûrier qui serait le plus ancien de son espèce (Morus nigra) dans le pays, qui aurait été planté en 1608 sur ordre de Jacques Ier. Giacomo Castelvetro, un écrivain italien resté à Charlton, en 1613 écrit un traité sur les fruits et légumes. 
Adam Newton est décédé en 1629 et ses exécuteurs testamentaires Peter Newton et l'architecte écossais David Cunningham d'Auchenharvie reconstruisent l'église St Luke à proximité,. Anne Halkett se marie en 1656 à Charlton House, le service est célébré par M. Robert Gale, aumônier de Christian Cavendish, comtesse de Devonshire . 
Une aile est ajoutée par Norman Shaw en 1877. Pendant la Première Guerre mondiale, Charlton House est le quartier général divisionnaire de la Croix-Rouge pour Greenwich et Woolwich, et vers la fin de la guerre, du 14 octobre 1918 au 30 avril 1919, il sert d'hôpital auxiliaire avec environ 70 lits. 
La maison et le terrain sont achetés par le Borough métropolitain de Greenwich en 1925. L'aile de la chapelle est bombardée pendant le Blitz et est ensuite reconstruite, bien qu'avec des briques non assorties comme celles disponibles dans l'immédiat après-guerre. Abritant autrefois un musée et une bibliothèque, la maison est maintenant un centre communautaire  et une grande partie des anciens terrains de plaisance sont des parcs, bien que des vestiges des jardins de la maison survivent, tout comme une courte section de mur Ha-Ha . 
Les jardins clos et certaines des bordures de vivaces sont repensés et replantés par le paysagiste Andrew Fisher Tomlin en 2003-2004 pour le London de l'époque, aujourd'hui Royal Borough of Greenwich, avec une plantation de prairie pérenne dans le jardin potager clos qui conserve trois anciens Prunus. L'un des espaces comprend un jardin de la paix d'Amnesty International avec des plantations également conçues par Fisher Tomlin . La maison est gérée par le Royal Greenwich Heritage Trust. 

## Lieu de tournage
En 1996, la maison est le lieu principal du long métrage Monarch, sorti en 2000, produit et réalisé par le cinéaste local John Walsh . 